# Djuptjärnen (Ljusnarsbergs socken, Västmanland, 664617-144639)
Djuptjärnen är en sjö i Ljusnarsbergs kommun i Västmanland och ingår i Norrströms huvudavrinningsområde.